# Angelo Celsi
Angelo Celsi (Roma, 1600 - Roma, 6 de novembro de 1671) foi um cardeal do século XVIII

## Biografia
Nasceu em Roma em Provavelmente em 1600, Roma. Filho de Ortensio Celsi e Porzia Monaldeschi. Relacionado remotamente com os cardeais Bernardino Spada (1626) e Ulderico Carpegna (1633).
Obteve o doutorado in utroque iure , direito canônico e civil.
Prelado papal. Referendário dos Tribunais da Assinatura Apostólica da Justiça e da Graça. Relator do CC do Bom Governo; nomeado secretário pelo Sacro Colégio dos Cardeais durante a sede vacante de 1644. Auditor do Tribunal da Sagrada Rota Romana, 13 de março de 1645. Secretário da SC do Bom Governo, 13 de junho de 1663. Consultor da SC da Romana e Inquisição universal.
Criado cardeal diácono no consistório de 14 de janeiro de 1664; recebeu o gorro vermelho e a diaconia de S. Giorgio em Velabro, 11 de fevereiro de 1664. Prefeito da SC do Conselho Tridentino, 1664 até sua morte. Participa do conclave de 1667, que elegeu o Papa Clemente IX. Optou pela diaconia de S. Ângelo em Pescheria, a 14 de maio de 1668. Participou do conclave de 1669-1670, que elegeu o Papa Clemente X.
Morreu em Roma em 6 de novembro de 1671. Exposto e enterrado no túmulo de sua família na igreja de Santissimo Nome di Gesù , Roma.